# Пожежний підземний склад
Пожежний підземний склад (рос. пожарный подземный склад, англ. underground storage of fire-fighting facilities; нім. Feuerwehrdepot n unter Tage) – спеціальна виробка в шахті для зберігання аварійного запасу пожежного облад-нання і матеріалів, що оперативно використовується при гасінні підземних пожеж. Влаштовуються на кожному діючому горизонті в депо пожежного поїзда або в спец. камері. У П.п.с. зберігаються пожежні рукави, піногасники, пакет з дрібним інвентарем і інструментами (сокири, пилки, лопати), линва з рятувальним поясом, діелектричні рукавички, ручні порошкові і пінні вогнегасники, пересувна установка порошкового пожежогасіння, пісок, глина, бетоніти тощо. 